# European College of Liberal Arts
El Bard College Berlin, A Liberal Arts University (anteriormente conocido como ECLA) es una universidad privada sin ánimo de lucro sita en Berlín, Alemania. Fundada en 1999 como asociación sin ánimo de lucro bajo la dirección de Stephan Gutzeit, la primera decana fue Erika Anita Kiss.  Contrariamente a la norma en las demás instituciones dedicadas a la educación superior, Bard College Berlin carece de departamentos, y su currículo está exclusivamente dedicado al estudio multidisciplinar e integrado de los humanidades. Bard College Berlin es una de las contadas instituciones en Europa que se rige por el ideal educativo que en los Estados Unidos se conoce como liberal arts. Tanto los estudiantes como el profesorado provienen de todas partes del mundo, y el inglés es la lengua de trabajo.

## Estudios
Programas académicos

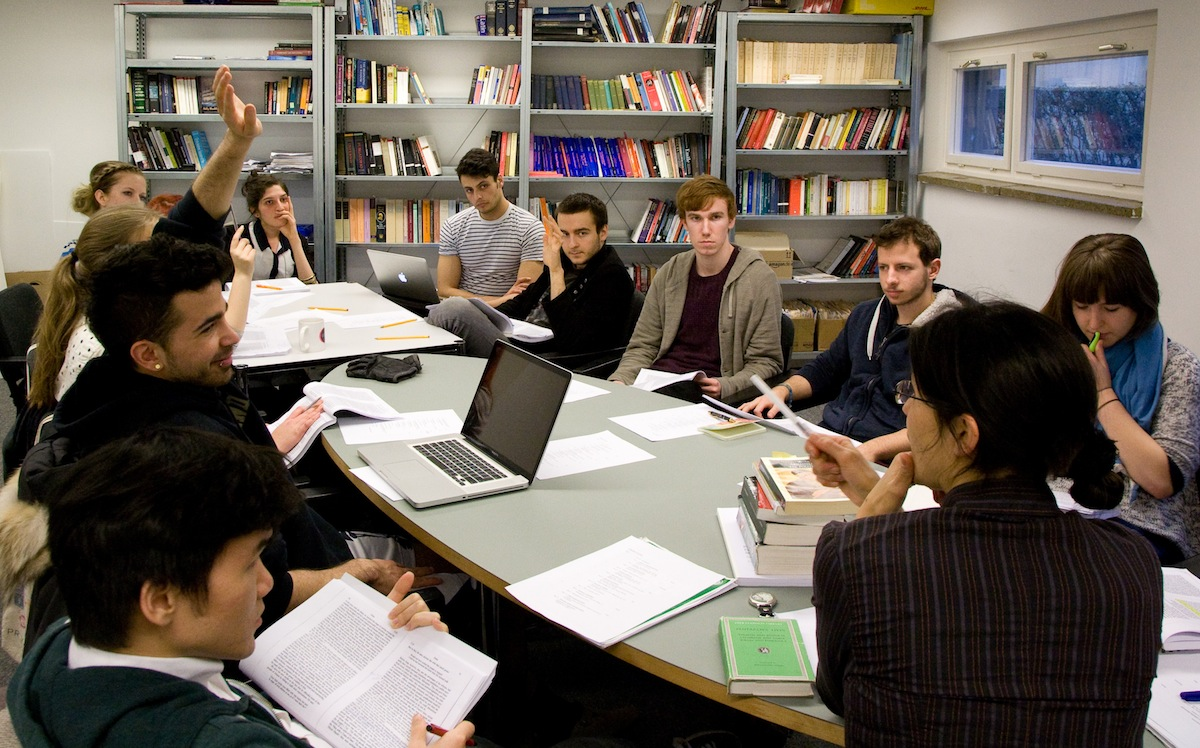
Seminario en Bard College Berlin.

Bard College Berlin ofrece actualmente seis programas académicos:
- B.A. (Título de grado) in Humanities, the Arts, and Social Thought
- B.A. in Economics, Politics, and Social Thought
- Año académico (Academy Year)
- Año del proyecto de investigación (Project Year)
- Engagement Year
- Begin in Berlin
- LAB Berlin
- Arts and Society in Berlin

Claustro de profesores
Bard College Berlin es el lugar de encuentro de profesores e investigadores que trabajan en todos los campos relevantes para el estudio de los valores. El principal campo de interés son las humanidades, especialmente la filosofía, la literatura, la teoría política y la historia del arte, pero muchos otros campos importantes para el desarrollo del currículo no quedan al margen: la economía, los estudios de género, la historia, las matemáticas, la musicología, la sociología o la teología. Los miembros del claustro son seleccionados atendiendo en primer lugar a su excelencia académica, pero teniendo muy en cuenta igualmente su capacidad para integrarse en proyectos de trabajo sobre problemas relacionados con los valores, una práctica que desafía la cómoda separación departamental al uso  Archivado el 18 de junio de 2019 en Wayback Machine..

Profesores invitados
Además de los miembros del claustro y de los investigadores postdoctorales, los estudiantes de Bard College Berlin asisten igualmente a lo largo del año tanto a conferencias como a seminarios impartidos por profesores invitados.
Algunos de ellos han sido: Horst Bredekamp (Humboldt), Terrell Carver (Bristol), Lynn Catterson (Columbia), David Colander (Middlebury), Lorraine Daston (Max Planck Institute, Berlin), Hans Fink (Århus), Rivka Galchen (autora de Atmospheric Disturbances), Edith Hall y Stephen Halliwell (St Andrews), Stephen Houlgate (Warwick), Ira Katznelson (Columbia), Sabina Lovibond (Oxford), Stephen Maurer (Swarthmore), Heinrich Meier (Munich), Glen Most (Chicago), Stephen Mulhall (Oxford), Stephanie Nelson (Boston), Susan Neiman (Einstein Forum, Berlin), Anthony Price (Birkbeck), Christoff Rapp (Humboldt), Martin Ruehl (Cambridge), Roger Scruton (Oxford and Washington).

## Campus

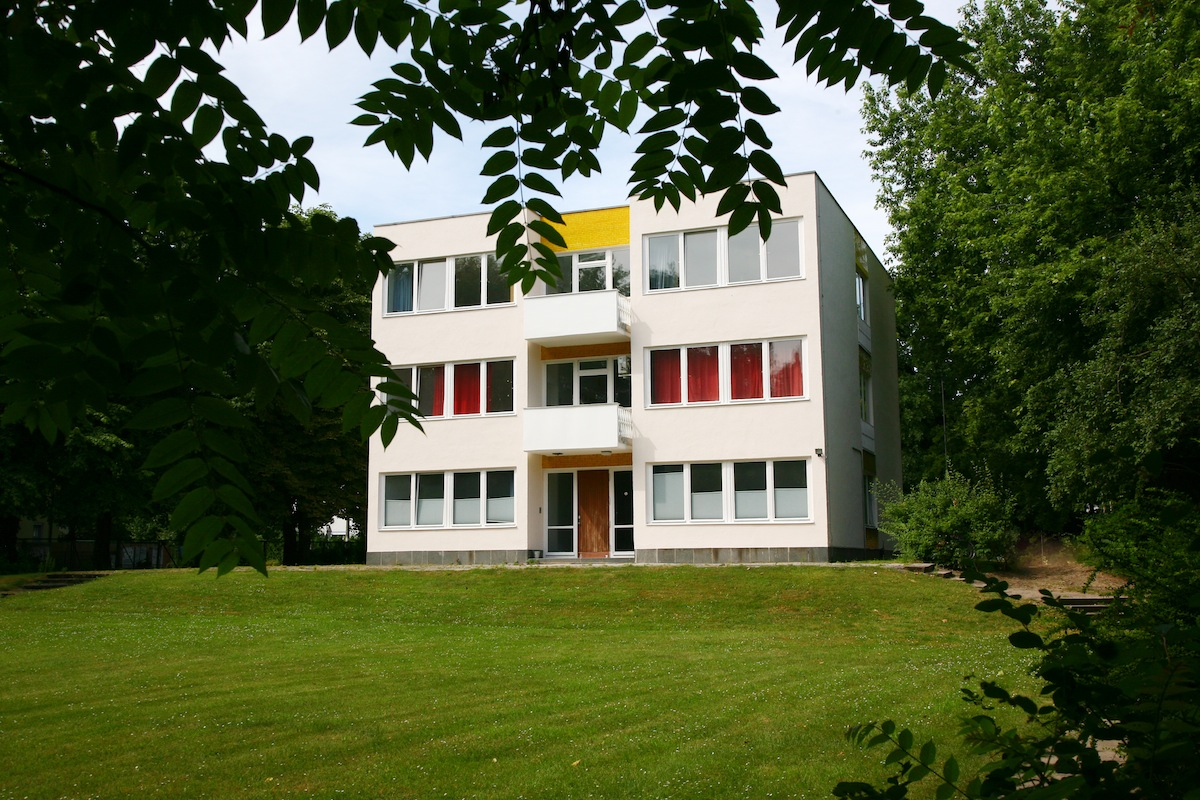
Campus de Bard College Berlin.

El campus de Bard College Berlin está situado en el norte de la ciudad de Berlín, en una zona residencial llamada Pankow-Niederschönhausen. La mayor parte de los edificios que lo forman fueron diseñados en 1966 por Eckart Schmidt, y su construcción empezó en 1972. Algunos de ellos fueron la sede de las embajadas en la República Democrática Alemana (RDA) de países como Egipto, Cuba o Nigeria. 